# Îles-sous-le-Vent britanniques
1671–1816
1833 – 1er janvier 1960
Entités précédentes :
- Îles Vierges britanniques
- Antigua
- Barbuda
- Montserrat
- Saint-Christophe
- Niévès
- Anguilla

Entités suivantes :
- Îles Vierges britanniques
- Fédération des Indes occidentales

Les Îles-sous-le-Vent britanniques (en anglais : British Leeward Islands) sont une ancienne colonie britannique des Petites Antilles qui exista de 1671 à 1816, puis de 1833 au 1er janvier 1960. 

## Géographie
Les Îles-sous-le-Vent britanniques regroupaient initialement huit colonies insulaires britanniques du nord des Petites Antilles : 
- les Îles Vierges britanniques avec d'abord Tortola en 1672, puis l'ensemble de îles qui s'ajoutent à la colonie en 1872 et la quittent en 1956.
- Antigua
- Barbuda
- Montserrat
- Saint-Christophe
- Niévès
- Anguilla
- la Dominique qui s'ajoute à la colonie en 1871 jusqu'en 1940, où elle est rattachée aux Îles-du-Vent britanniques.

La capitale de la colonie était Saint John's à Antigua.

## Histoire
En 1671, la Couronne anglaise affecte un gouverneur en chef pour gérer ses colonies de Saint-Christophe, Niévès, Anguilla, Antigua, Barbuda et Montserrat jusqu'alors dotées de gouvernements séparés. La colonie des Îles-sous-le-Vent est créée. L'île de Tortola y est annexée par le gouverneur en chef en 1672.
Sir William Stapleton créé la première fédération en 1674 et met en place une Assemblée générale des Îles-sous-le-Vent à Saint-Christophe. Antigua, Montserrat, Niévès et St. Christophe y envoient deux représentants chacun. Un gouverneur est responsable des Îles-sous-le-Vent et un lieutenant-gouverneur est nommé pour chacune des îles. La fédération de Stapleton est active de 1674 à 1685, pendant son mandat comme gouverneur ; l'Assemblée générale se réunit régulièrement jusqu'en 1711. Par la suite, elle ne se réunit qu'une fois en 1798. La fédération est impopulaire, et en 1683, les îles rejettent une proposition du gouvernement pour un gouvernement unique et des lois communes. Au XVIIIe siècle, chaque île garde sa propre assemblée et fait ses propres lois, mais continue à partager un gouverneur et un procureur général. Bien qu'impopulaire, la fédération de Stapleton n'a jamais vraiment été dissoute, mais est simplement remplacée par d'autres arrangements.
En 1816, la colonie britannique des Îles-sous-le-Vent est divisée en deux colonies distinctes avec chacune son propre gouverneur, avec Antigua, Barbuda, et Montserrat d'un côté et les Îles Vierges britanniques, Saint-Christophe, Niévès et Anguilla de l'autre. 
La colonie se reforme en 1833 sous le nom de gouvernement caribéen des Îles-sous-le-Vent (Leeward Islands Caribee Government) avec le gouverneur d'Antigua agissant comme gouverneur de la colonie. En 1869, le gouverneur Benjamin Pine est chargé d'organiser une fédération d'Antigua-Barbuda, la Dominique, Montserrat, Niévès, St. Christophe, Anguilla et les îles Vierges britanniques. St. Christophe et Niévès s'opposent au partage de leurs fonds gouvernementaux avec Antigua et Montserrat qui ont fait faillite. Le gouverneur Pine écrit alors au ministère des Colonies que le projet a échoué en raison du « préjudice local et de l'intérêt personnel ». Seule une toute petite part du projet de Pine aboutit avec la mise en place d'un gouverneur unique aux Îles-sous-le-Vent. Toutefois, toutes les lois et règlements en vigueur doivent être approuvés par le Conseil de chaque île.
En 1871, le gouvernement britannique adopte la Loi sur les îles-sous-le-Vent par laquelle tous ces îles sont placées sous l'autorité d'un gouverneur unique et d'un ensemble de lois sous la forme d'une colonie fédérale des Îles-sous-le-Vent (Federal Colony of the Leeward Islands), à laquelle sont rattachées la Dominique, puis les îles Vierges britanniques dans leur ensemble l'année suivante. La colonie fédérale est composée de toutes les îles, organisées en vertu de la précédente tentative du gouverneur Pine. Cette fédération de colonies n'a donc ni lois, ni impôts en commun, si ce n'est un Gouverneur en chef (Governor-in-chief) résidant à Saint John's et une cour d’appel (Appeal Court) composée des juges en chef (Chiefs Justice) des différents territoires. Chaque île s’appelle « présidence » et possède son propre administrateur ou commissaire. Comme les précédents groupements, cette fédération est impopulaire. 
Le 1er juillet 1956, la colonie fédérale est dissoute et devient le territoire des Îles-sous-le-Vent (Territory of the Leeward Islands). Les Îles Vierges britanniques forment alors une colonie à part. Ce statut transitoire prépare la formation de la fédération des Indes occidentales au sein de laquelle le Territoire des Îles-sous-le-Vent devient une province le 3 janvier 1958 avant d'être officiellement dissous le 1er janvier 1960.